# 低濃度酒
低濃度酒（ていのうどしゅ）とは、近年開発されたアルコール度数13度以下、平均的には8度前後の日本酒のことである。低アルコール酒ともいう。従来の日本酒を水で薄めたものではなく、アルコール発酵の結果として低アルコール度となったものである。

## 背景
昭和中期以降の日本酒の国内消費減退の理由として、世界的な飲料低アルコール化にともなった消費者の志向の変化や、従来の日本酒が頑迷な男性の飲み物という閉鎖的なイメージなどが挙げられたことを受けて、醸造業界では、それほどアルコールに強くない人や、いままで日本酒を敬遠してきた女性消費者などに、新たな消費者層の開拓をめざし、「低アルコール」の日本酒というコンセプトで考案された。
しかし、従来の日本酒をただ水などで薄めたのでは、全体的な味質が崩れるので、発酵の結果として低アルコール度の仕上がりとなるような、今までにない製法や酵母の開発が求められた。

## 酒質
日本酒は並行複発酵によって醸造されるため、結果として20度を超える高アルコールが生成される。
それを、それぞれの酒質にもとづいて14～16度程度にまでアルコール度を下げて流通させているものがほとんどである。このアルコール度帯より高いアルコール度を持つ酒のことを高濃度酒（こうのうどしゅ）という。
それに対して、14度未満のアルコール度数に仕上がるように商品設計された酒を低濃度酒という。

## 現状
まだ歴史が新しいために2006年5月現在、酒税法的な定義は確立されていない。また使用される酵母や製法も、低濃度酒を生産している酒蔵によりさまざまである。
ソフトな口あたりで甘口のものが多く、当初の商品開発のコンセプト通り女性にカクテル代わりに飲まれることが多いが、通常の日本酒を愛飲してきた、主に男性の酒呑みからは「物足りない」「旨みがのっていない」などと評判はよくない。
一方、吟醸酒が日本国外の市場でブームに火がついたためにひいては総生産量が増えた事例を参考として、新しい日本酒として輸出することに販路を見込んでいる醸造元もある。